# Rhetinolepis lonadioides
Rhetinolepis es un género monotípico perteneciente a la familia de las asteráceas. Su única especie: Rhetinolepis lonadioides, es originaria del Norte de África donde se distribuye por Argelia.

## Taxonomía
Rhetinolepis lonadioides fue descrita por Ernest Saint-Charles Cosson y publicado en Bulletin de la Société Botanique de France 3: 707.
Sinonimia
- Anthemis lonadioides (Coss.) Hochr.
- Ormenis lonadioides (Coss.) Maire	[4]